# Der Rubin-Salamander
Der Rubin-Salamander er en tysk stumfilm fra 1918 af Rudolf Biebrach.

## Medvirkende
- Bruno Decarli - Martin Hellberg
- Mechthildis Thein - Nelly Sand
- Hugo Flink - Templin
- Heinrich Schroth
- Rudolf Biebrach - Landgerichtsrat Gottfried Hellberg